# Дубинский, Давид Исаак
Давид Исаак Дубинский (при рождении — Давид Исаак Добневский (англ. David Isaac Dobnievski); 22 февраля 1892, Брест-Литовск — 17 сентября 1982, Нью-Йорк) — американский профсоюзный деятель и политик; президент Международного женского профсоюза работников швейной промышленности (ILGWU) с 1932 по 1966 год, принимал участие в создании Конгресса производственных профсоюзов США (CIO); являлся одним из основателей Американской рабочей партии (ALP), а также — Либеральной партии Нью-Йорка. Являлся организатором сталелитейного профсоюза «Steel Workers Organizing Committee» (SWOC) до легализации профсоюзного движения в США — наряду с Филипом Мюрреем.

## Работы
- Dubinsky, David with A. H. Raskin, David Dubinsky: A Life With Labor. New York: Simon and Schuster, 1977.